# Candas
Candas (picardisch L’Cando) ist eine nordfranzösische Gemeinde mit 1046 Einwohnern (Stand 1. Januar 2022) im Département Somme in der Region Hauts-de-France im Nordwesten Frankreichs. Die Gemeinde ist Teil der Communauté de communes du Territoire Nord Picardie und gehört zum Kanton Doullens im Arrondissement Amiens.

## Geographie

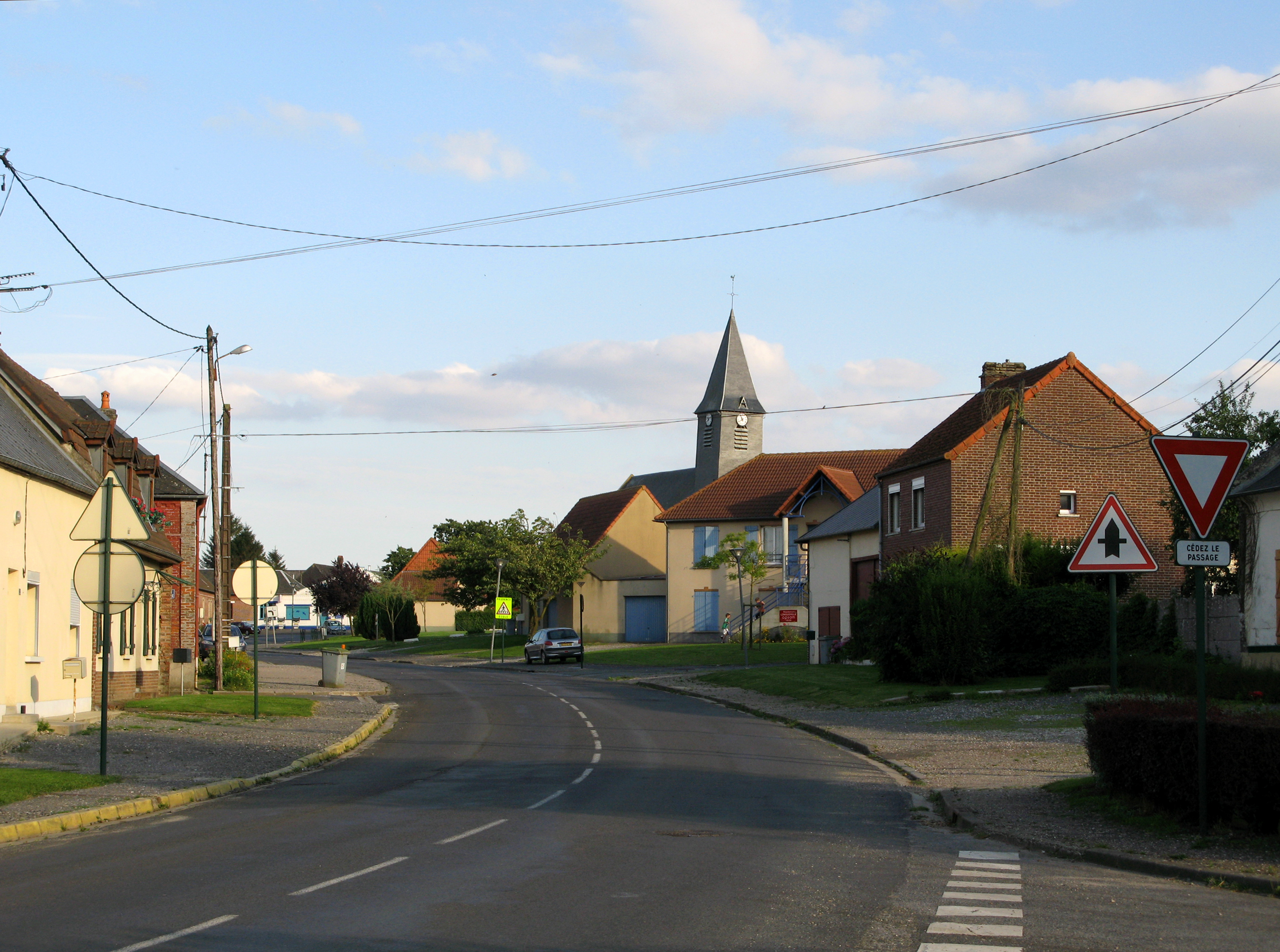
Einfahrt nach Candas

Die ausgedehnte Gemeinde liegt etwa 35 Kilometer nördlich von Amiens und sieben Kilometer ostsüdöstlich von Bernaville. Zu Candas gehört der weit im Südosten gelegene Weiler Le Val Heureux. Im äußersten Südosten der Gemeinde stehen zwei Windkraftanlagen, die zum Parc Éolien de la Tourette (größtenteils auf dem Gemeindegebiet von Naours) gehören.

## Geschichte
Der Ort stand unter der Herrschaft der Johanniter in Fieffes.

## Einwohner
| 1962 | 1968 | 1975 | 1982 | 1990 | 1999 | 2006 | 2011 |
| ---- | ---- | ---- | ---- | ---- | ---- | ---- | ---- |
| 794  | 809  | 804  | 754  | 807  | 888  | 994  | 1062 |

## Verwaltung
Bürgermeister (maire) ist seit 1995 Dominique Hersin.

## Sehenswürdigkeiten

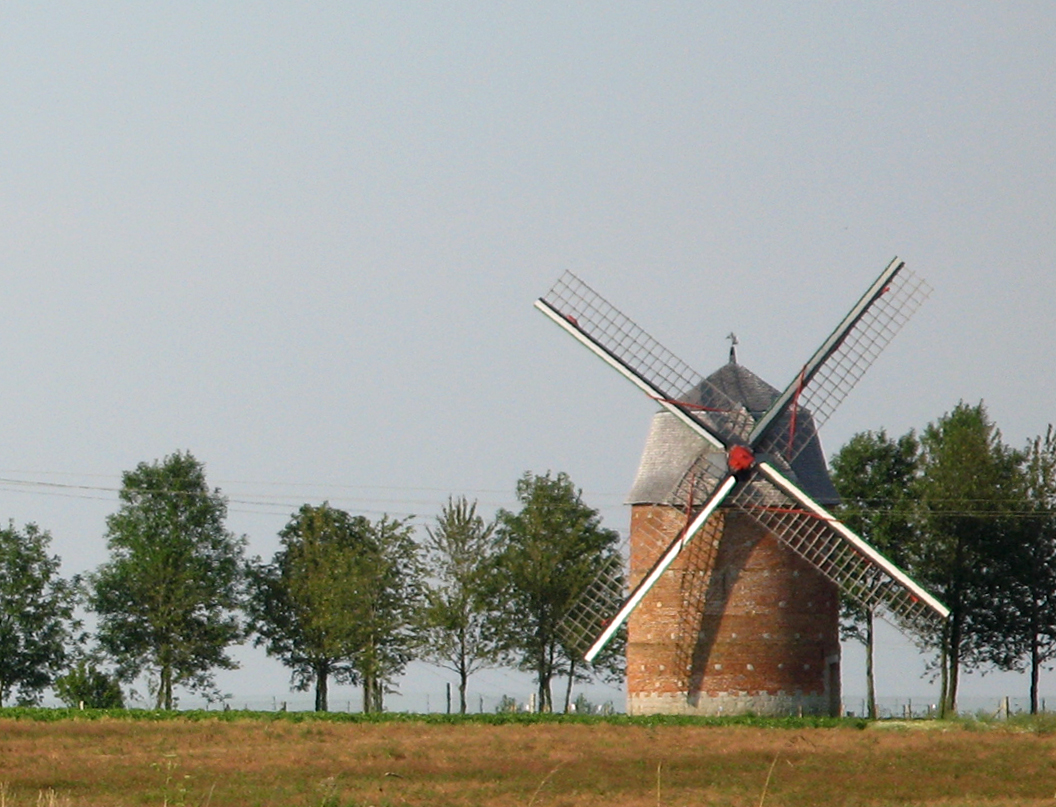
Windmühle

- 1780 errichtete Kirche Saint-Jean-Baptiste
- Kriegerdenkmal
- Kalvarienberg aus Schmiedeeisen
- restaurierte Windmühle Moulin Fanchon